# Bal Bullier

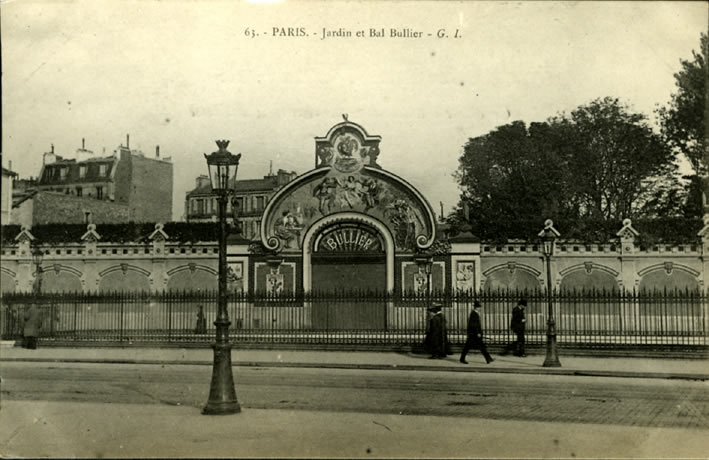
Garten und Gebäude des Bal Bullier, Postkarte (vor 1914)

Der Bal Bullier war ein berühmter Tanzpalast in Paris, der von 1847 bis 1940 für seine Besucher – unter anderem für Studenten, Angestellte und Künstler wie Ida Gerhardi, Robert und Sonia Delaunay – einen Raum für tänzerische Aktivitäten und weitere Freizeitgestaltungen bot. Er lag im 5. Arrondissement im Quartier Latin. Die heutige Adresse lautet 39, avenue Georges-Bernanos, Quartier du Val-de-Grâce; an seiner Stelle steht das Centre Bullier du CROUS, ein Universitätsgebäude.

## Geschichte

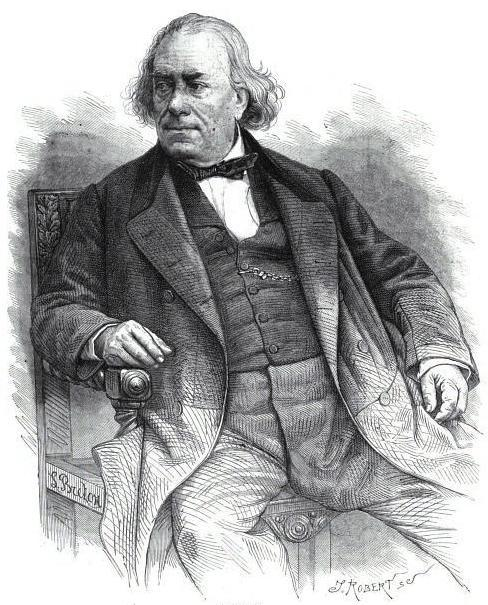
François Bullier auf einer Illustration aus dem Jahr 1869

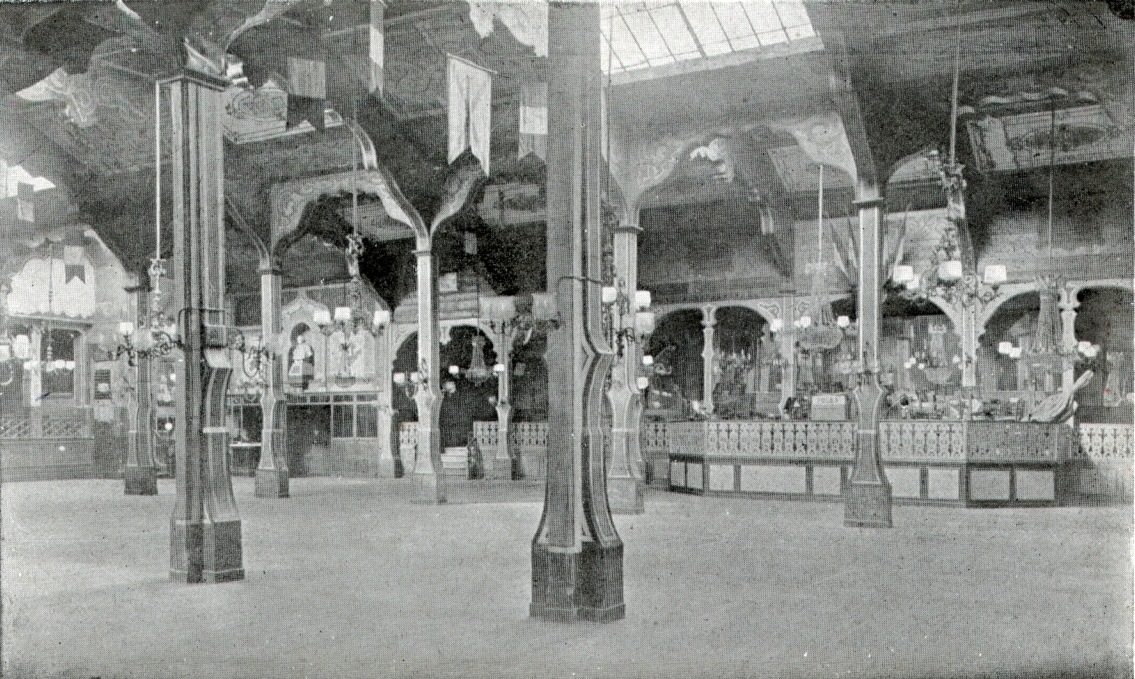
Der Ballsaal

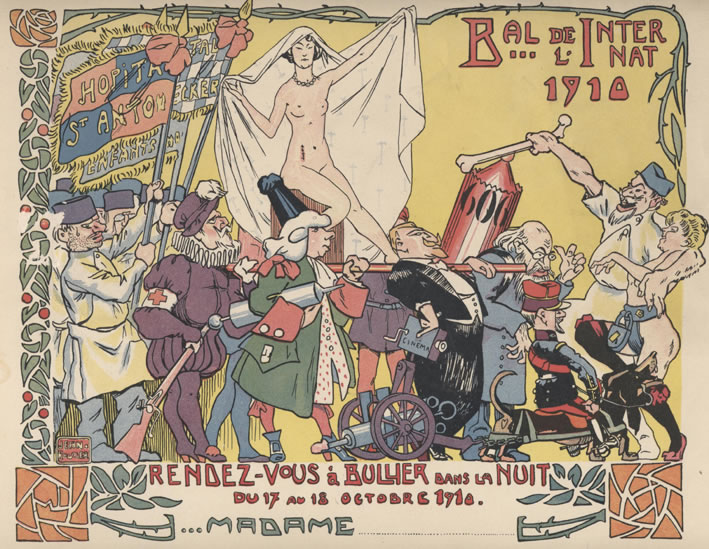
Einladungskarte für Damen zum „Bal de l’Internat 1910“

Der frühere Angestellte des Bal de La Grande Chaumière, François Bullier (1796–1869), kaufte 1843 den Prado d’Ete in der 31, avenue de l’Observatoire im 5. Arrondissement von Paris. Im Jahr 1847 baute er den Raum um, pflanzte viele Fliedersträucher und gab ihm erneut den Namen La Closerie des Lilas, den das Etablissement schon einmal (ab 1804) getragen hatte. Am 9. Mai 1847 war die Eröffnung des Tanzsaals, der anfangs hauptsächlich von Studenten besucht wurde. Der Name änderte sich anschließend von „Jardin Bullier“ über „Bal Bullier“ zu „Le Bullier“. Das Dekor war vom Stil der orientalischen Alhambra inspiriert.
Im Lauf der Zeit und entsprechend der Mode tanzten die Besucher dort Quadrille, Walzer, Mazurka, Schottisch, Polka und Cancan. Außerdem wurden Aktivitäten wie Billard und Bogen- oder Pistolenschießen angeboten. Bekannte Tänzerinnen wie Jane Avril oder La Goulue, die später im 1889 eröffneten Moulin Rouge Berühmtheiten wurden, stellten hier ihre Tanzkunst vor.
Im Deutsch-Französischen Krieg von 1870/71 diente das Gebäude als Feldlazarett. Während des Ersten Weltkriegs von 1914 bis 1918 war es ebenfalls geschlossen und diente als Fabrik zur Herstellung von Uniformen und konnte erst 1920 wiedereröffnen. Das Dekor änderte sich und näherte sich dem Stil des Dadaismus an.
In den 1930er Jahren wurde der Ort zum politisch motivierten Treffpunkt. Unter anderem versammelten sich hier Mitglieder von antifaschistischen Gruppen und der kommunistischen Partei Frankreichs, PCF. Beteiligt waren Personen wie André Gide, Romain Rolland, Jacques Prévert oder Ernst Thälmann.
Im Zweiten Weltkrieg wurde der Bal Bullier im Jahr 1940 geschlossen.
Nach dem Krieg wurde das Gebäude abgerissen und das Centre Bullier erbaut, der offizielle Name ist Centre Jean-Sarrailh. Die benachbarte Brasserie, früher eine Poststation, existiert noch heute unter dem Namen La Closerie des Lilas, den sie 1883 erhalten hatte. Hier trafen sich die Besucher vor oder nach dem Tanz. Sie wurde ein bekannter Treffpunkt von Intellektuellen und Künstlern.

## Künstler-Bohème im Bal Bullier
Um 1900 gehörte das Ballhaus zur Pariser Künstler-Bohème, die sich zu den Öffnungszeiten donnerstags und am Wochenende traf. Die deutsche Malerin Ida Gerhardi zog 1891 nach Paris und setzte ihr an der Damenakademie des Münchner Künstlerinnenvereins begonnenes Studium an der Académie Colarossi fort. In Paris verbrachte sie ihre produktivste Zeit, in der vor allem zwischen 1903 und 1905 Tanzbilder des Bal Bullier entstanden. Zum 150. Geburtstag der Malerin im Jahr 2012 zeigte das Landesmuseum für Kunst und Kulturgeschichte Oldenburg ihre Bilder aus dieser Zeit in der Ausstellung: Ballrausch und Farbenpracht – Ida Gerhardi in Paris.
Amerikanische Maler schätzten ebenfalls diesen Treffpunkt. Maurice Prendergast malte 1894 eine Tänzerin im Ballsaal. 1895 folgte eine Tanzszene von William Glackens und 1901 von Alfred Henry Maurer. John Marin schuf 1906 eine Radierung, die das Gebäude von außen zeigt.
Im Jahr 1913 besuchte das französische Künstlerehepaar Robert und Sonia Delaunay regelmäßig den Tanzpalast. Das Paar betrat ihn als „lebendes Kunstwerk“: Beide waren gekleidet in von Sonia Delaunay extra für den Besuch entworfenen Kleidungsstücken im Stil des 1912 von ihnen entwickelten Orphismus; mit dem Simultankontrast von gleichzeitiger Präsentation warmer und kalter Komplementärfarben wurde im Auge des Betrachters durch optische Effekte der Eindruck von Bewegung erzeugt. Robert trug beispielsweise zum roten Mantel mit blauem Kragen rote Socken, gelb-schwarze Schuhe, schwarze Hosen, grünes Jackett mit azurblauer Weste und eine kleine rote Krawatte. Sonias Kleid bestand aus verschiedenen Farbtönen in Rosé, Scharlachrot, Gelborange und Dunkelblau. Hinzu kam ein violett-grüner Gürtel. Als künstlerisches Ergebnis entstand in diesem Jahr Sonia Delaunays vom Tango inspiriertes simultanistisches, aus Farbflächen zusammengesetztes Gemälde Le Bal Bullier mit den Maßen 0,97 × 3,90 m, gemalt in Öl auf Matratzenstoff. Es befindet sich im Bestand des Musée National d’Art Moderne im Centre Georges Pompidou.

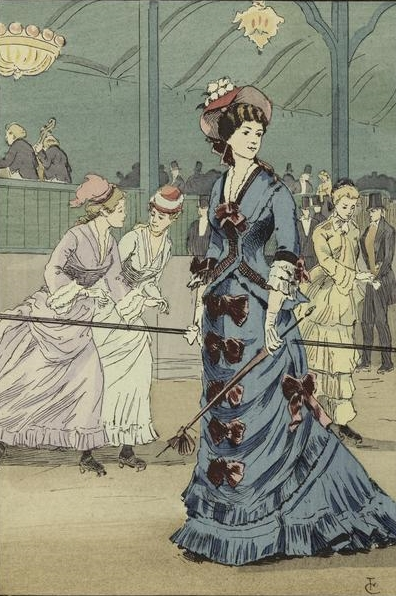
François Courboin: Eislaufbahn im Bal Bullier, 1876
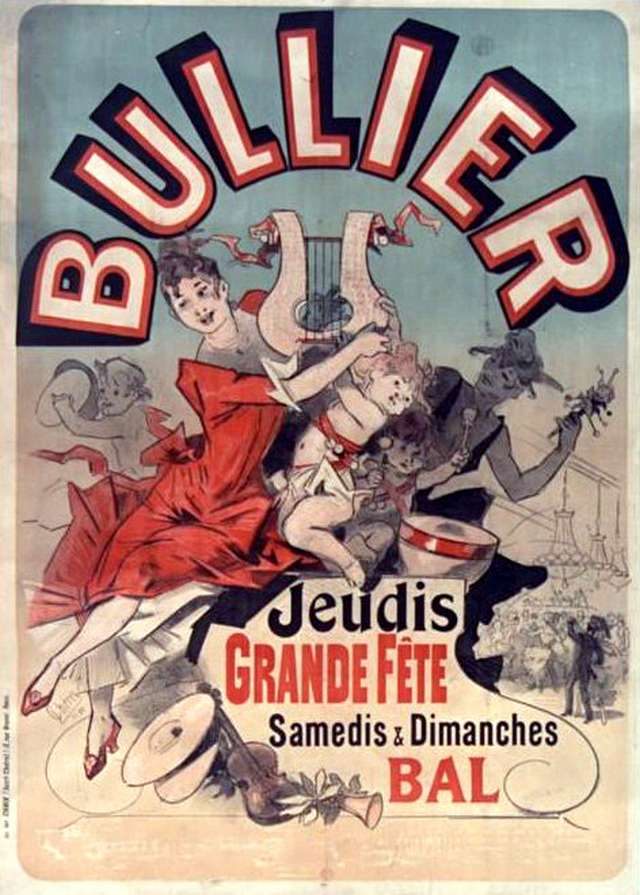
Jules Chéret: Plakat Bullier, 1888
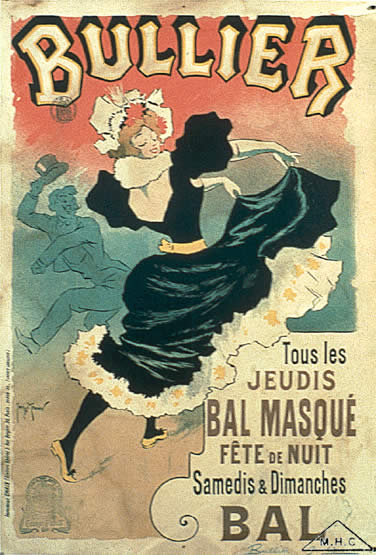
Georges Meunier: Plakat Bullier, 1894
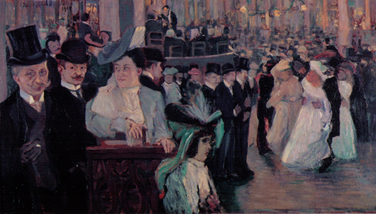
Ida Gerhardi: Tanzbild XI (Bal Bullier), 1903, LWL-Landesmuseum für Kunst und Kulturgeschichte Münster
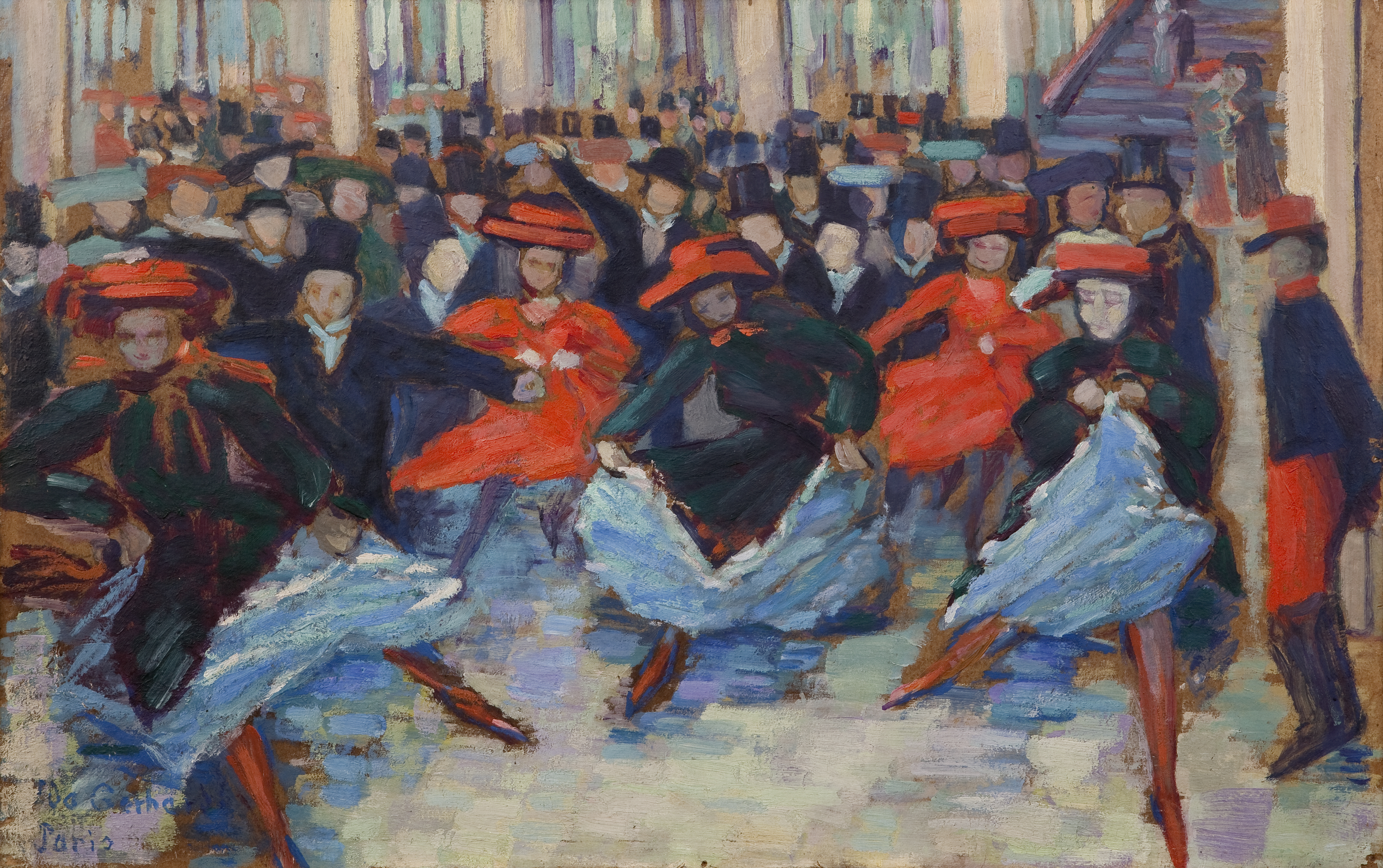
Ida Gerhardi: Tanzbild VIII (Can-Can Tänzerinnen bei Bullier), 1904, Museen der Stadt Lüdenscheid

Der 1917 im Opernhaus von Monte Carlo uraufgeführte Dreiakter, die lyrische Komödie La Rondine des italienischen Komponisten Giacomo Puccini, spielt im 2. Akt im Bal Bullier.
Der ungarisch-französische Fotograf Brassaï nahm um 1931 eine Gruppe von Besuchern mit zum Teil sparsam bekleideten Damen auf sowie in den 1940er Jahren eine Mauer des Gebäudes im Zustand des Verfalls.
Der Schriftsteller James Joyce und seine Verlegerin Sylvia Beach waren ebenfalls zu Gast im Bal Bullier. Im April 1921 wurde dort die Unterzeichnung des Vertrags zur Veröffentlichung von Joyce’ Roman Ulysses gefeiert. Unter anderem erwähnten Henry James, William Somerset Maugham, Edith Nesbit und Robert Louis Stevenson Besuche im Tanzpalast in ihren Büchern.

## Abbildungen
1. ↑  Maurice Prendergast:  Bal Bullier, 1894 (Memento vom 2. November 2013 im Internet Archive)
2. ↑  William Glackens: Bal Bullier, 1895 (Memento des Originals vom 14. Oktober 2013 im Internet Archive)  Info: Der Archivlink wurde automatisch eingesetzt und noch nicht geprüft. Bitte prüfe Original- und Archivlink gemäß Anleitung und entferne dann diesen Hinweis.
3. ↑  Alfred Henry Maurer: Bal Bullier, 1901
4. ↑  John Marin: Bal Bullier, 1906
5. ↑  Sonia Delaunay: Simultanistisches Kleid, 1913
6. ↑  Sonia Delaunay: Le Bal Bullier ou Tango Bal Bullier, 1913 (Memento des Originals vom 25. April 2015 im Internet Archive)  Info: Der Archivlink wurde automatisch eingesetzt und noch nicht geprüft. Bitte prüfe Original- und Archivlink gemäß Anleitung und entferne dann diesen Hinweis.
7. ↑  Brassaï: Au Bal de la Horde au „Bullier“, um 1931 (Memento des Originals vom 19. Oktober 2013 im Internet Archive)  Info: Der Archivlink wurde automatisch eingesetzt und noch nicht geprüft. Bitte prüfe Original- und Archivlink gemäß Anleitung und entferne dann diesen Hinweis.
8. ↑  Brassaï: Le mur de l’ancien bal Bullier, 1940er Jahre

Koordinaten: 48° 50′ 25″ N, 2° 20′ 15,5″ O